# دادگاه پوشالی

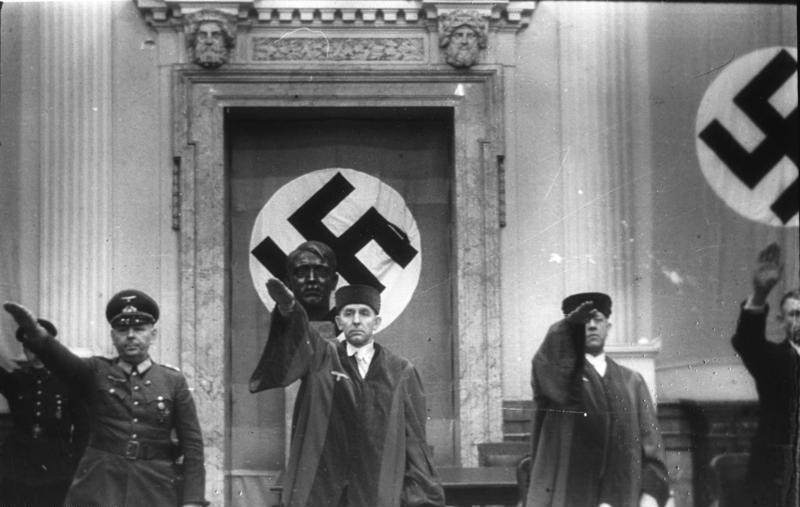
جلسه دادگاه مردم در آلمان نازی، که به‌طور گسترده به عنوان دادگاه پوشالی توصیف می‌شود.

دادگاه پوشالی (به انگلیسی: kangaroo court) دادگاهی است که استانداردهای شناخته شده قانون یا عدالت را نادیده گرفته و غالباً تعداد کمی از مقامات رسمی را در خود دارد. این اصطلاح ممکن است برای دادگاهی که توسط یک مقام قضایی قانونی مجاز برگزار می‌شود، اعمال شود که عمداً به تعهدات قانونی یا اخلاقی دادگاه بی اعتنایی کند. متهمان در چنین دادگاه‌هایی غالباً از دسترسی به وکالت و در بعضی موارد دفاع مناسب و حق تجدیدنظر محروم می‌شوند.
تعصب پیشاپیش تصمیم گیرنده یا تبعیض سیاسی از اصلی‌ترین علل برگزاری دادگاه‌های پوشالی است. این دادرسی‌ها اغلب به منظور ظاهرسازی کردن یک دادرسی عادلانه برگزار می‌شوند، اگرچه قبل از شروع دادگاه نیز حکم قبلاً تصمیم گرفته شده‌است.

## نمونه‌ها
برخی از نمونه‌های اقامه حکم که به عنوان دادگاه پوشالی توصیف شده‌است، دادگاه خلق (آلمانی: Volksgerichtshof) آلمان نازی است که افرادی را که مظنون به مشارکت با طرح شکست خورده برای ترور هیتلر در ۲۰ ژوئیه ۱۹۴۴ بودند، محکوم کرد.
نمونه دیگر محاکمه پل پات و برادرش اینگ سن توسط دادگاه انقلاب خلق در کامبوج در اوت سال ۱۹۷۹ است. پس از یک محاکمه طولانی به مدت پنج روز، هر دو در ۱۹ اوت سال ۱۹۷۹ به صورت غیابی به اعدام محکوم شدند. شواهد قطعی نشان داد که احکام و مدارک مجازات پیش از محاکمه آماده شده بودند. با تکیه بر این شواهد، سازمان ملل متحد تصمیم خود را به تفویض مجدد دادگاه اعلام کرد که با استانداردهای حقوق بین‌الملل مطابقت ندارد.
در طول انقلاب رومانی در سال ۱۹۸۹، رئیس‌جمهور و دبیرکل حزب کمونیست، نیکولا چائوشسکو و همسرش الینا توسط دادگاه پوشالی متشکل از اعضای ارتش محکوم به اعدام شدند: دو قاضی نظامی، دو سرهنگ و سه افسر دیگر با رده‌های کمتر. دادستان دن وینا بود. دو وکیل نماینده متهم بودند. تمام اعضای دادگاه نماینده ارتش خلق رومانی بودند که اخیراً به سمت انقلابیون روی آورده بودند.

## مطالعه بیشتر
- Carter, R.M. (1958). The Kangaroo Court in American Jails. University of California, Berkeley. 288 pages.